# Derobrachus granulatus
Derobrachus granulatus är en skalbaggsart som beskrevs av Bates 1884. Derobrachus granulatus ingår i släktet Derobrachus och familjen långhorningar.
Artens utbredningsområde är Honduras. Inga underarter finns listade i Catalogue of Life.